# Ель-Тіна – Міт-Нама
Ель-Тіна – Міт-Нама – один із газопроводів, який постачає блакитне паливо до єгипетської столиці Каїру.
Перші поставки природного газу до каїрської агломерації почались із розташованого у Західній пустелі басейну Абу-Ель-Гарадік (газопровід Абу-Ель-Гарадік – Дашур). Ще до завершення 20 століття їх доповнили ресурсом з Суецької затоки (Суец – Хелван), із Дельти (Тальха – Каїр) та північно-західного басейну Шушан (Амірія – Дашур). Водночас, наприкінці 1990-х на сході Дельти почали роботу газоперобні заводи Ель-Гаміль та Вест-Гарбор, які обслуговували великі офшорні родовища, що дозволило подати додатковий ресурс до столичного регіону. Його транспортування забезпечили за допомогою кількох газопроводів, один з яких бере початок у газовому хабі Ель-Тіна, до якого надходить по короткому, але потужному газотранспортному коридору Ель-Гаміль – Ель-Тіна. Кінцевим пунктом при цьому є газорозподільчий вузол Міт-Нама (в районі Кал’юб на північній околиці каїрської агломерації), розташований на каїрському газопровідному кільці.
Спорудження трубопроводу Ель-Тіна – Міт-Нама припало на першу половину 2000-х років. Він має довжину 167 км та виконаний в діаметрі 800 мм.
Станом на 2022 рік планувалось прокласти на маршруті Ель-Тіна – Міт-Нама другу нитку діаметром 1050 мм. Оскільки проект також включає відтинок Міт-Нама – Ель-Шаркавія (ще один пункт на каїрському газопровідному кільці), довжина цієї нитки має скласти 170 км.